# جایزه روبان آبی بهترین فیلم
جایزه روبان آبی برای بهترین فیلم (انگلیسی: Blue Ribbon Awards for Best Film) یک جایزه به رسمیت شناخته شده برتری در ساخت فیلم ژاپنی است. این جایزه هر ساله توسط انجمن روزنامه‌نگاران فیلم توکیو به عنوان یکی از جوایز روبان آبی اهدا می‌شود.

## فهرست برندگان
| شماره. | سال  | فیلم                      | کارگردان         |
| ------ | ---- | ------------------------- | ---------------- |
| ۱      | ۱۹۵۰ | تا دیداری دوباره (فیلم)   | تاداشی ایمای     |
| ۲      | ۱۹۵۱ | ضیافت (فیلم ۱۹۵۱)         | میکیو ناروسی     |
| ۳      | ۱۹۵۲ | آذرخش (فیلم ۱۹۵۲)         | میکیو ناروسی     |
| ۴      | ۱۹۵۳ | ورودی از آب گل‌آلود        | تاداشی ایمای     |
| ۵      | ۱۹۵۴ | بیست و چهار چشم           | کیسوکه کینوشیتا  |
| ۶      | ۱۹۵۵ | ابرهای شناور              | میکیو ناروسی     |
| ۷      | ۱۹۵۶ | ماهیر نو آنکوکو           | تاداشی ایمای     |
| ۸      | ۱۹۵۷ | برنج (فیلم ۱۹۵۷)          | تاداشی ایمای     |
| ۹      | ۱۹۵۸ | دژ پنهان                  | آکیرا کوروساوا   |
| ۱۰     | ۱۹۵۹ | کیکو تو ایسامو            | تاداشی ایمای     |
| ۱۱     | ۱۹۶۰ | برادر او                  | کن ایچیکاوا      |
| ۱۲     | ۱۹۶۱ | خوک‌ها و کشتی جنگی         | شوهئی ایمامورا   |
| ۱۳     | ۱۹۶۲ | شهر کارخانه ذوب فلز       | کیریو اورایاما   |
| ۱۴     | ۱۹۶۳ | زن حشره‌ای                 | شوهئی ایمامورا   |
| ۱۵     | ۱۹۶۴ | زن در ریگ روان (فیلم)     | تشیگاهارا هیروشی |
| ۱۶     | ۱۹۶۵ | ریش قرمز                  | آکیرا کوروساوا   |
| ۱۷     | ۱۹۶۶ | شیروی کیوتو               | ساتسوئو یاماموتو |
| ۱۸     | ۱۹۷۵ | فسیل (فیلم)               | ماساکی کوبایاشی  |
| ۱۹     | ۱۹۷۶ | Lullaby of the Earth      | یاسوزو ماسومورا  |
| ۲۰     | ۱۹۷۷ | دستمال زرد خوشبختی        | یامادا یوجی      |
| ۲۱     | ۱۹۷۸ | Third Base                | Yōichi Higashi   |
| ۲۲     | ۱۹۷۹ | انتقام از آن من است       | شوهئی ایمامورا   |
| ۲۳     | ۱۹۸۰ | کاگه‌موشا                  | آکیرا کوروساوا   |
| ۲۴     | ۱۹۸۱ | Muddy River               | کوهی اوگوری      |
| ۲۵     | ۱۹۸۲ | زودباور                   | کینجی فوکاساکو   |
| ۲۶     | ۱۹۸۳ | Tokyo Trial               | ماساکی کوبایاشی  |
| ۲۷     | ۱۹۸۴ | کودکان مک آرتور           | ماساهیرو شینودا  |
| ۲۸     | ۱۹۸۵ | آشوب (فیلم ۱۹۸۵)          | آکیرا کوروساوا   |
| ۲۹     | ۱۹۸۶ | House of Wedlock          | کیچیتارو نگیشی   |
| ۳۰     | ۱۹۸۷ | زن مالیات                 | جوزو ایتامی      |
| ۳۱     | ۱۹۸۸ | جاده ابریشم (فیلم)        | جونیا ساتو       |
| ۳۲     | ۱۹۸۹ | Dotsuitarunen             | جونجی ساکاموتو   |
| ۳۳     | ۱۹۹۰ | روزهای کودکی              | ماساهیرو شینودا  |
| ۳۴     | ۱۹۹۱ | A Scene at the Sea        | تاکشی کیتانو     |
| ۳۵     | ۱۹۹۲ | سومو بکن، سومو نکن        | ماسایوکی سو      |
| ۳۶     | ۱۹۹۳ | All Under the Moon        | یویچی سای        |
| ۳۷     | ۱۹۹۴ | Like a Rolling Stone      | تاتسومی کوماشیرو |
| ۳۸     | ۱۹۹۵ | وصیتنامه بعدازظهر         | کانه‌تو شیندو     |
| ۳۹     | ۱۹۹۶ | Boys Be Ambitious         | کازویوکی ایزوتسو |
| ۴۰     | ۱۹۹۷ | Bounce Ko Gals            | ماساتو هارادا    |
| ۴۱     | ۱۹۹۸ | آتش‌بازی (فیلم ۱۹۹۷)       | تاکشی کیتانو     |
| ۴۲     | ۱۹۹۹ | گوهاتو                    | ناگیسا اوشیما    |
| ۴۳     | ۲۰۰۰ | Battle Royale             | کینجی فوکاساکو   |
| ۴۴     | ۲۰۰۱ | شهر اشباح                 | هایائو میازاکی   |
| ۴۵     | ۲۰۰۲ | سامورایی گرگ و میش        | یامادا یوجی      |
| ۴۶     | ۲۰۰۳ | Akame 48 Waterfalls       | Genjiro Arato    |
| ۴۷     | ۲۰۰۴ | هیچ‌کس نمی‌داند (فیلم ۲۰۰۴) | هیروکازو کورئیدا |
| ۴۸     | ۲۰۰۵ | Break Through!            | کازویوکی ایزوتسو |
| ۴۹     | ۲۰۰۶ | دختران رقاص هولا          | لی سونگ-ایل      |
| ۵۰     | ۲۰۰۷ | Kisaragi                  | یوایچی ساتو      |
| ۵۱     | ۲۰۰۸ | شوق صعود                  | ماساتو هارادا    |
| ۵۲     | ۲۰۰۹ | Mt. Tsurugidake           | دایساکو کیمورا   |
| ۵۳     | ۲۰۱۰ | اعترافات (فیلم)           | تتسویا ناکاشیما  |
| ۵۴     | ۲۰۱۱ | ماهی گرمسیری سرد          | Sion Sono        |
| ۵۵     | ۲۰۱۲ | سرزمین ما                 | Yang Yong-hi     |
| ۵۶     | ۲۰۱۳ | داستان یونوسوکه           | Shūichi Okita    |
| ۵۷     | ۲۰۱۴ | مأموریت ناممکن سامورایی   | کاتسوهیده موتوکی |
| ۵۸     | ۲۰۱۵ | امپراتور در آگوست         | ماساتو هارادا    |